# Салтыки (Рязанская область)
Салтыки — село в Ряжском районе Рязанской области, входит в состав Журавинского сельского поселения. 

## География
Село расположено на берегу реки Малая Хупта в 6 км на юг от центра поселения села Журавинка и в 17 км на юго-запад от райцентра Ряжск.

## История
Богородицкое, Салтыки тож, в качестве села «с церковью Пречистые Богородицы честнаго и славнаго Ея Одегитрия» упоминается в Ряжских окладных книгах 1676 года, где замечено, что «находившаяся в том селе церковь построена во 1675 г. и приход при ней поселился внове. Церковныя пашни при новопостроенной церкви было десять четвертей в поле, а в дву потомуж, сенных покосов на пятьдесят копен. В приходе к той церкви: в том селе Богородицком дв. боярской – Петра Михайловича Салтыкова, а в нем в нем живет приказчик, да в деревне Шараповой, да в деревне Буниной, да в деревни Головшине, да в деревни Куровшине, да в деревне Андросовшине сто двадцать два двора кркстьянских, пять дворов помещиковых, три двора деловых людей, пятнадцать дворов бобыльских и всего сто сорок девять дворов. И по сказке, за рукою тое церкви дьячка Ивана Иванова и, по новому окладу доведется с тое церкви дани три рубли десять алтын пять денег. А преж сего с тое церкви дани не было» в каменной церкви настоящая – в честь иконы Божией Матери Смоленския отстроена в 1801 году, построение правого придела Николаевского начато в 1805, а левый предел Казанский упоминается в 1834 году. Храмостроительницею считают Екатерину Ивановну Казицкую. Земли под церковью и кладбищем состоит 170 кв. саж., усадебной 2½ и пахотной 40 дес… Школа в селе существовала с 1861 года. 
В клировых ведомостях Ряжского уезда 1915 года за церковью с. Салтыки состояло: усадебной вместе с церковным погостом 3 десятины 500 кв. саж. И пахотной 38 десят. 200 кв. саж., расположенной на расстоянии 3 верст от церкви. Всего 41 десят. 700 кв. саж. Для священноцерковнослужителей построены на усадебной церковной земле и составляли их личную собственность. Церкви принадлежали две кирпичные караулки, покрытые железом. В приходе имелись две начальные школы с 3-х и 4-х годичным курсом.
В XIX — начале XX века село являлось центром Салтыковской волости Раненбургского уезда Рязанской губернии. В 1906 году в селе было 414 дворов.
С 1929 года село являлось центром Салтыковского сельсовета Ряжского района Рязанского округа Московской области, с 1937 года — в составе Рязанской области, с 2005 года — в составе Журавинского сельского поселения.
```
В селе работает Салтыковская школа.
```

## Население
| 1859 | 1897  | 1906  | 2010 |
| ---- | ----- | ----- | ---- |
| 1904 | ↗2577 | ↗2731 | ↘531 |

## Инфраструктура
В селе имеются детский сад, фельдшерско-акушерский пункт, отделение почтовой связи, школа

## Достопримечательности
В селе располагается недействующая Смоленская церковь (1801).